# Idiodes herbuloti
Idiodes herbuloti är en fjärilsart som beskrevs av Pierre E.L. Viette 1981. Idiodes herbuloti ingår i släktet Idiodes och familjen mätare. Inga underarter finns listade i Catalogue of Life.